# Medoševac (Lazarevac)
Medoševac (em cirílico:Медошевац) é uma vila da Sérvia localizada no município de Lazarevac, pertencente ao distrito de Belgrado, na região de Kolubara. Possuía uma população de 925 habitantes segundo o censo de 2002.

## Demografia
| 1948  | 1953  | 1961  | 1971  | 1981  | 1991  | 2002 |
| ----- | ----- | ----- | ----- | ----- | ----- | ---- |
| 1 292 | 1 376 | 1 548 | 1 725 | 1 846 | 1 095 | 925  |